# Tom Soares
Pour les articles homonymes, voir Soares.
Thomas James « Tom » Soares est un footballeur anglais né le 10 juillet 1986 à Reading évoluant au poste de milieu de terrain à Stevenage.

## Biographie
Le 31 janvier 2017, il rejoint l'AFC Wimbledon
Le 2 août 2019, il rejoint Stevenage.

## Carrière
- 2003-2008 :  Crystal Palace
- 2008-2012 :  Stoke City
  - Jan.2009-Mars 2009 :  Charlton Athletic (prêt)
  - Nov.2009-2010 :  Sheffield Wednesday (prêt)
  - Janv-Mai 2012 :  Hibernian FC (prêt)
- Nov. 2012-Jan. 2017 :  Bury FC[1],[2],[3]
- depuis fév. 2017 :  AFC Wimbledon

## Palmarès
Néant